# Briones (Rioja)
Briones ist ein Ort und eine Gemeinde (municipio) mit 749 Einwohnern (Stand: 2024) im Westen der Autonomen Gemeinschaft La Rioja im Norden Spaniens. Die Gemeinde gehört zum Weinbaugebiet der Rioja Alta. Das historische Zentrum des Ortes ist seit 1973 als Kulturgut (Bien de Interés Cultural) in der Kategorie Conjunto histórico-artístico eingestuft.

## Lage und Klima
Der Ort Briones liegt am Südhang einer Anhöhe südlich einer Schleife des Ebro ca. 36 km nordwestlich der Provinzhauptstadt Logroño in einer Höhe von ca. 500 bis 520 m. Das Klima ist gemäßigt bis warm; Regen (ca. 650 mm/Jahr) fällt – mit Ausnahme der Sommermonate – übers Jahr verteilt.

## Bevölkerungsentwicklung
| Jahr      | 1857  | 1900  | 1950  | 2000 | 2019 |
| Einwohner | 3.233 | 2.872 | 1.723 | 818  | 745  |

Als Folge der Reblauskrise, der Mechanisierung der Landwirtschaft, der Aufgabe bäuerlicher Kleinbetriebe und des daraus resultierenden geringeren Arbeitskräftebedarfs ist die Einwohnerzahl des Orts seit der Mitte des 19. Jahrhunderts stetig gesunken.

## Wirtschaft
Die Gemeinde war jahrhundertelang zum Zweck der Selbstversorgung landwirtschaftlich orientiert, wobei die Viehwirtschaft (Milch, Käse, Fleisch) im Vordergrund stand; aus der Schafwolle wurden Weberzeugnisse hergestellt, die auch getauscht oder – nach der Anbindung des Ortes an das Eisenbahnnetz – auf den Märkten von Logroño verkauft werden konnten. Heute wird hauptsächlich Wein- und Gemüseanbau betrieben; darüber hinaus werden Getreide, Kartoffeln etc. angebaut. Auch der innerspanische Tourismus spielt eine gewisse Rolle für die Einnahmen des Ortes.

## Geschichte
Der Name des Ortes lässt sich möglicherweise auf den keltiberischen Volksstamm der Beronen zurückführen, doch wird allgemein eine frühere Besiedlung der gut gesicherten Anhöhe angenommen. Römische und westgotische Funde fehlen. Im frühen 8. Jahrhundert kamen die Mauren, die jedoch bis zum späten 9. Jahrhunderts von den asturischen und leonesischen Königen nach Süden abgedrängt wurden. Im Jahr 923 eroberten der leonesische König Ordoño II. und der navarresische König Sancho I. das Gebiet der heutigen Rioja; Briones kam zu Navarra. Im Jahr 1076 eroberte der leonesisch-kastilische König Alfons VI. die Region, woraufhin Briones zeitweise zum Haus Haro des Königreichs Kastilien kam. Im Jahr 1256 verlieh Alfons X. von Kastilien dem Ort städtische Privilegien (fueros). Im späteren Mittelalter war die Region immer wieder zwischen den Königreichen Kastilien und Navarra umstritten und umkämpft; in dieser Zeit entstanden Burg (castillo) und Stadtmauer (muralla). Seit dem 15. Jahrhundert gehörten die Stadt und ihr Umland zur Grundherrschaft (señorio) des Hauses Téllez-Girón; im 16. und 17. Jahrhundert erlebte die Stadt ihre Blütezeit. Nach der Abschaffung aller Grundherrschaften in den Jahren 1811 und 1820 gehörte das Gebiet zur Provinz Burgos und kam erst im Jahr 1833 zur neugeschaffenen Provinz Logroño, aus der im Jahr 1982 die Region La Rioja hervorging.

## Sehenswürdigkeiten

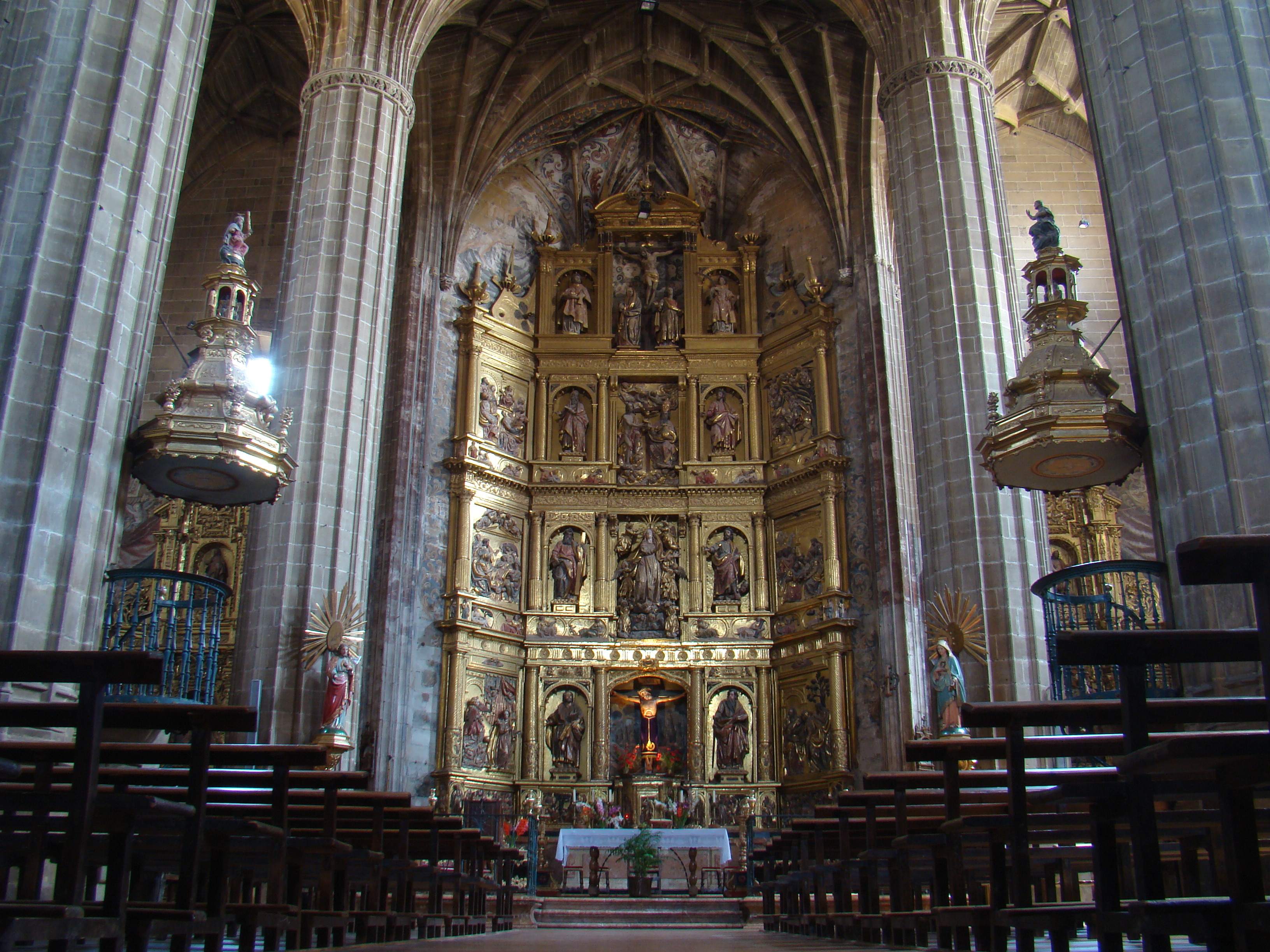
Briones – Iglesia de Santa María de la Asunción

- Von der ehemaligen Burg sind nur geringe Reste erhalten.[5]
- Die im Jahr 1565 fertiggestellte Iglesia de Santa María de la Asunción ist der Himmelfahrt Mariens geweiht. Das Äußere der Kirche ist nahezu schmucklos; nur die um die Mitte des 18. Jahrhunderts vom Architekten Martín de Beratúa erbauten Obergeschosse des Glockenturms (campanario) zeugen vom Glanz des Inneren. Die Sterngewölbe der drei gleich hohen Schiffe (Hallenkirche) werden von spätgotischen Bündelpfeilern getragen. Das Altarretabel (retablo) der Mittelapsis stammt aus dem frühen 17. Jahrhundert und ist – mit seiner Feldereinteilung – noch in hohem Maße dem Kunstempfinden der Renaissance verhaftet; die beiden Seitenaltäre sind barock. Die Kirche verfügt über zwei gegenüberliegende Kanzeln.[6]
- Der um die Mitte des 18. Jahrhunderts erbaute dreigeschossige Palacio del Marqués de San Nicolás überragt die übrigen Bürgerhäuser der Stadt und beherbergt heute das Rathaus.[7]
- Die Ermita de San Juan oder Santo Cristo de los Remedios steht am südlichen Ortsrand und stammt aus den Jahren 1737–1748. Während das Äußere der Kapelle annähernd ein Quadrat bildet, ist der Innenraum in Form eines Oktogons gestaltet.[8] In der Sakristei der Ermita wurden 2021 die Original-Schrankwände und Standgefäße der um 1860 gegründeten Apotheke nach dem Tod der letzten Inhaberin Carmen Rabal aufgebaut und als Apothekenmuseum zugänglich gemacht.[9]

Umgebung
- Weitere Kapellen (z. B. Ermita de los Santos Martires, Ermita de San Andrés oder die Ermita de Santa Lucia) stehen ca. 1 km außerhalb des Ortes.

## Gemeindepartnerschaft
- Le Teich in Frankreich, seit 2007[10]